# 1480 год
1480 (ты́сяча четы́реста восьмидеся́тый) год  по юлианскому календарю — високосный год, начинающийся в субботу. Это 1480 год нашей эры, 10‑й год 8‑го десятилетия XV века 2‑го тысячелетия, 1‑й год 1480‑х годов. Он закончился 545 лет назад.
| Пн | Вт | Ср | Чт | Пт | Сб | Вс |
|    |    |    |    |    | 1  | 2  |
| 3  | 4  | 5  | 6  | 7  | 8  | 9  |
| 10 | 11 | 12 | 13 | 14 | 15 | 16 |
| 17 | 18 | 19 | 20 | 21 | 22 | 23 |
| 24 | 25 | 26 | 27 | 28 | 29 | 30 |
| 31 |    |    |    |    |    |    |

| Пн | Вт | Ср | Чт | Пт | Сб | Вс |
|    | 1  | 2  | 3  | 4  | 5  | 6  |
| 7  | 8  | 9  | 10 | 11 | 12 | 13 |
| 14 | 15 | 16 | 17 | 18 | 19 | 20 |
| 21 | 22 | 23 | 24 | 25 | 26 | 27 |
| 28 | 29 |    |    |    |    |    |

| Пн | Вт | Ср | Чт | Пт | Сб | Вс |
|    |    | 1  | 2  | 3  | 4  | 5  |
| 6  | 7  | 8  | 9  | 10 | 11 | 12 |
| 13 | 14 | 15 | 16 | 17 | 18 | 19 |
| 20 | 21 | 22 | 23 | 24 | 25 | 26 |
| 27 | 28 | 29 | 30 | 31 |    |    |

| Пн | Вт | Ср | Чт | Пт | Сб | Вс |
|    |    |    |    |    | 1  | 2  |
| 3  | 4  | 5  | 6  | 7  | 8  | 9  |
| 10 | 11 | 12 | 13 | 14 | 15 | 16 |
| 17 | 18 | 19 | 20 | 21 | 22 | 23 |
| 24 | 25 | 26 | 27 | 28 | 29 | 30 |

| Пн | Вт | Ср | Чт | Пт | Сб | Вс |
| 1  | 2  | 3  | 4  | 5  | 6  | 7  |
| 8  | 9  | 10 | 11 | 12 | 13 | 14 |
| 15 | 16 | 17 | 18 | 19 | 20 | 21 |
| 22 | 23 | 24 | 25 | 26 | 27 | 28 |
| 29 | 30 | 31 |    |    |    |    |

| Пн | Вт | Ср | Чт | Пт | Сб | Вс |
|    |    |    | 1  | 2  | 3  | 4  |
| 5  | 6  | 7  | 8  | 9  | 10 | 11 |
| 12 | 13 | 14 | 15 | 16 | 17 | 18 |
| 19 | 20 | 21 | 22 | 23 | 24 | 25 |
| 26 | 27 | 28 | 29 | 30 |    |    |

| Пн | Вт | Ср | Чт | Пт | Сб | Вс |
|    |    |    |    |    | 1  | 2  |
| 3  | 4  | 5  | 6  | 7  | 8  | 9  |
| 10 | 11 | 12 | 13 | 14 | 15 | 16 |
| 17 | 18 | 19 | 20 | 21 | 22 | 23 |
| 24 | 25 | 26 | 27 | 28 | 29 | 30 |
| 31 |    |    |    |    |    |    |

| Пн | Вт | Ср | Чт | Пт | Сб | Вс |
|    | 1  | 2  | 3  | 4  | 5  | 6  |
| 7  | 8  | 9  | 10 | 11 | 12 | 13 |
| 14 | 15 | 16 | 17 | 18 | 19 | 20 |
| 21 | 22 | 23 | 24 | 25 | 26 | 27 |
| 28 | 29 | 30 | 31 |    |    |    |

| Пн | Вт | Ср | Чт | Пт | Сб | Вс |
|    |    |    |    | 1  | 2  | 3  |
| 4  | 5  | 6  | 7  | 8  | 9  | 10 |
| 11 | 12 | 13 | 14 | 15 | 16 | 17 |
| 18 | 19 | 20 | 21 | 22 | 23 | 24 |
| 25 | 26 | 27 | 28 | 29 | 30 |    |

| Пн | Вт | Ср | Чт | Пт | Сб | Вс |
|    |    |    |    |    |    | 1  |
| 2  | 3  | 4  | 5  | 6  | 7  | 8  |
| 9  | 10 | 11 | 12 | 13 | 14 | 15 |
| 16 | 17 | 18 | 19 | 20 | 21 | 22 |
| 23 | 24 | 25 | 26 | 27 | 28 | 29 |
| 30 | 31 |    |    |    |    |    |

| Пн | Вт | Ср | Чт | Пт | Сб | Вс |
|    |    | 1  | 2  | 3  | 4  | 5  |
| 6  | 7  | 8  | 9  | 10 | 11 | 12 |
| 13 | 14 | 15 | 16 | 17 | 18 | 19 |
| 20 | 21 | 22 | 23 | 24 | 25 | 26 |
| 27 | 28 | 29 | 30 |    |    |    |

| Пн | Вт | Ср | Чт | Пт | Сб | Вс |
|    |    |    |    | 1  | 2  | 3  |
| 4  | 5  | 6  | 7  | 8  | 9  | 10 |
| 11 | 12 | 13 | 14 | 15 | 16 | 17 |
| 18 | 19 | 20 | 21 | 22 | 23 | 24 |
| 25 | 26 | 27 | 28 | 29 | 30 | 31 |

## События
- 1350—1490 — Борьба <<трески>> и <<крючков>>. Серия внутренних военных конфликтов, в основном, вокруг титула графа Голландии[1].
- 1455—1485 — война Алой и Белой Розы в Англии[2].
- 1475—1482 — турецкое завоевание Крыма. Завоевание Османской империей генуэзских колоний в Крыму и установление протектората над Крымским Ханством[3].
- 1477—1482 — война за бургундское наследство[4].
- 1480—1481 — Османское вторжение в Италию[5].
  - 28 июля — 128 османских кораблей Гедик Паши, в том числе 28 галер, пришвартовались в районе Отранто[5].
  - 11 августа — крепость Отранто была захвачена. 800 христианских мужчин, отказавшихся сменить веру, были казнены через обезглавливание. Главный городской собор преобразовали в мечеть. Мирное население города и его окрестностей начало массово переселяться вглубь полуострова[5].
  - Османский флот начал совершать грабительские рейды на соседние города — Лечче, Таранто, Бриндизи и Вьесте. В Риме началась паника. Папа Сикст IV продумал планы эвакуации города и призвал европейские страны организовать крестовый поход против турок, который активно поддержала лишь Венгрия, приславшая около 1600 воинов для борьбы с турками, и Неаполь, собравший организованное ополчение[5].
  - Зимой большая часть 18-тысячного турецкого войска вернулась в Албанию. В Отранто осталось 1300 османов (800 пехотинцев и 500 всадников). Гедик Паша планировал вернуться к ним весной с подкреплением[5].
- 23 мая— 17 августа — осада Родоса войсками Османской империи[6].
- Осень — зима — Ахмед-хан Большой Орды, после поражения от русского войска, отступает в степи, где распускает войско и вскоре в своей кочевой ставке в устье реки Северный Донец подвергся внезапному нападению сибирской и ногайской конницы (убит в январе 1481 года)[7].
  - Осень — Мценск, принадлежащий ВКЛ, разорён войсками хана Большой орды Ахмедом, за то, что Казимир IV не прислал к нему военную помощь  во время Стояния на Угре с русскими войсками[8].
- 3 декабря — понтифик заключил мир с Лоренцо Медичи, который обязался снарядить 15 галер для войны с турками.
- Присоединение графства Анжу к королевскому домену Франции.
- Организация инквизиции в Испании.
- Неудачная попытка турок захватить принадлежавший рыцарям-иоаннитам остров Родос

## Русское государство
Правление: 1462—1505 — Иван III Васильевич
Н.М. Карамзин кратко заключает: "ибо в этом году здесь конец нашему рабству", после чего Русское государство формально стало суверенным.
- 1480—1481 — русско-ливонская война[11].
  - Январь — ливонские рыцари внезапно атаковали псковские земли. Была захвачена крепость Вышгородок, а все её обитатели перебиты. Немецкие рыцари осадили Гдов, который, несмотря на сильный пушечный обстрел, выстоял и не сдался. Ливонцам удалось лишь опустошить округу и сжечь гдовский посад[12].
  - Январь — Псков обратился за помощью к великому князю. Иван III, несмотря на сложное положение на юге, отозвался на просьбы псковичей и послал им помощь[12].
  - Январь — Иван III посылает во Псков в помощь против немцев Андрея Никитича Ногтя Оболенского[9].
  - Февраль — соединившись с псковичами, московская рать вторглась в пределы Ливонии, опустошила окрестности Дерпта и вернулась с большой добычей и множеством пленных[12].
  - Весна — после ухода великокняжеских войск, вызванным мятежом братьев Ивана III, немцы возобновили нападения на псковские земли. Ливонское войско под командованием магистра Бернхарда фон дер Борха осаждало Изборск, пока не подошла псковская рать[12].
  - Август — ливонцам удалось захватить Кобылий городок, население которого было перебито[12].
  - Немцы, собрав наибольшее до того момента войско, попытались захватить Изборск и осадили Псков [12].
  - 20 августа — 25 августа — ливонцы во главе с магистром Бернхардом фон дер Борхом безуспешно осаждали Псков. Во время осады оказалась неудачной попытка десанта с кораблей в Запсковье, которая была пресечена псковичами[11][12].
  - Осень — пришли известия о поражении Ахмата в стоянии на Угре, ливонский магистр, осознав свой стратегический просчёт, был вынужден отвести войска[12].
- 19 января (по другим данным 09) — в Чудов монастырь Московского Кремля был заключён последний независимый новгородский архиепископ Феофил, обвиняемый в его желании оставить В. Новгород за польским королём. Иван III отправляет его в Москву, где владыку заточают 24 января в монастыре[9].
  - Январь — вслед за высылкой архиепископа великий князь искореняет крамолу: казнит и высылает из В. Новгорода бояр, купцов и служилых людей, заподозренных в симпатиях к "литовской партии"[9].
  - Конец января — сентябрь — находясь в В. Новгороде Иван III получает известие из Москвы о том, что два его брата, Андрей Большой и Борис, замышляют отступить от него и подняли мятеж братьев Ивана III[9].
- 13 февраля — Иван III возвращается в Москву, жители которого пребывают в великом страхе и смятении из-за начавшегося мятежа[9].
  - Братья великого князя оставив свои уделы и соединившись в Угличе идут к литовскому рубежу (границе)[9].
  - Конец февраля — Иван III посылает к братьям архиепископа Вассиана. Тот находит князей в селе Молвотицы (Деревская пятина)[9].
  - Конец марта — Вассиан уговаривает мятежных братьев смириться и выслать с посольством своих бояр к великому князю, но сами князья остаются в Великих Луках и вступают в переговоры с польским королём Казимиром IV, прося его быть посредником между ними и Иваном, который вторично посылает Вассиана, обещая увеличить удел Андрея Большого. Архиепископ возвращается в Москву без успеха[9].
- Весна — крымский хан Менгли I Гирей и Иван III Васильевич заключили антиордынский и антилитовский союз[10][13].
- 23 марта — у Ивана III рождается сын Юрий Иванович. Его крестит игумен Троице-Сергиева монастыря Паисий[9].
- Май — хан Золотой Орды — Ахмат, желая получить не выплаченную с 1472 года ордынский выход и подтверждение прежнего зависимого статуса Руси, как улуса Орды, собирает большое войско (по некоторым оценкам 100 тыс.) и вторгается на Русь[9].
  - Конец мая — один из отрядов хана Ахмата совершил нападение на земли в районе реки Беспута[10].
  - Конец мая — Иван III направляет полки Андрея Васильевича Меньшого к Тарусе[10].
  - Лето — хан Ахмед, заключив союз с Казимиром IV, вторично двинулся на Москву. Пройдя через территории Верховских княжеств вышли к р. Угра, служившей границей московских владений[14].
  - Близ Нового Воротынска хан Ахмед остановился перед стоянием на Угре[15].
  - 08 июня — Иван III предварительно получив сообщение о походе Ахмата, посылает на Оку полки своих воевод, возглавляемыми братьями великого князя[9].
  - 23 июля — Иван III возглавил войско, с которым пошёл в Коломну, остановившись там. После этого весь левый берег Оки оказался занятым русскими войсками, что вынудило татар отказаться от форсирования реки на этом участке и предпринять обходный манёвр через бассейн реки Угра. Узнав об этом великий князь послал войско к Калуге[9][10].
  - Конец июля — начало августа — великий князь посылает воеводу Даниила Холмского в Серпухов, поручив ему своего сына, а брата Андрея Меньшого в Тарусу, прочих же воевод расположил по разным местам берега Оки[9].
  - Август — узнав о приготовлениях Ивана III хан Ахмат поворачивает на запад, к границам ВКЛ, рассчитывая получить помощь от польского короля. Великий князь посылает сына, и всех воевод к реке Угра и приказывает им занять там все броды и переправы. Сам Иван III находясь в Коломне делает шаг к примирению с братьями: разрешает им оказать помощь Пскову против немцев[9].
  - Начало сентября — попытка ордынцев переправы у устья Угры и попытка форсировать Угру у Опакова городища[16].
  - 30 сентября — Иван III едет в Москву на "совет и думу" (30.09—03.10) с митрополитом, матерью Марией Ярославной, Михаилом Андреевичем Верейским, своим духовным отцом архиепископом Вассианом, и всеми боярами. Собор высказывается за борьбу с Ахматом. Тогда же он направляет свою вторую супругу Софью Палеолог вместе с казной на Белоозеро и даёт наказ сопровождающим её лицам, в случае если хан перейдёт Угру и Москва будет взята "бежати к окияну морю"[9][10].
  - Сентябрь — начало октября — исполняя просьбу Ивана III крымских хан Менгли-Гирей разоряет Подольскую землю, вследствие чего польский король Казимир IV не смог прислать помощь хану Ахмату. Поход крымского хана Менгли I Гирея и его союзника Ивана III на Литву[9].
  - 03 октября — по настоянию матери, митрополита и архиепископа Вассиана, великий князь перед отъездом из Москвы, соглашается на уговоры и поручает матери сослаться с мятежными братьями и послать им приказ идти с войском к Угре[9][10].
  - 06 октября — ордынские войска вышли к Угре[10].
  - 08-11 октября — ордынцы попытались форсировать реку с ходу, однако русские войска, к которым 11 октября присоединились военные силы во главе с великим князем, отразили нападение[10].
  - 13 октября (по другим сведениям 03 сентября) — Иван III выезжает из Москвы с малочисленным отрядом и останавливается в Кременце-Калужском, а всё остальное войско отправляет на Угру. Туда же к нему приезжают братья-мятежники: Андрей Большой и Борис Васильевич. Великий князь прощает их и принимает с "большой любовью"[9].
  - Иван III, опасаясь прорыва к Москве ордынских войск, приказывает сжечь г. Каширу (первое упоминание Каширы как города. см. 1356 год)[17].
  - 8 — 28 октября — Стояние на реке Угре армий Ахмат-хана и Ивана III. Окончание монголо-татарского ига[9].
  - Конец октября — Иван III, желая выиграть время, вступает в переговоры с Ахматом и посылает к нему своего боярина Ивана Фёдоровича Уса Товаркова с челобитьем и дарами. Переговоры результата не имели[9][10].
  - Конец октября — Иван III отправляет своих разведчиков-соглядатаев выяснить состояние ордынского войска. Оно оказывается плачевным, ибо хан начал кампанию в мае, а сейчас, накануне зимы, ордынцы "наги и босы, ободралися"[9].
  - Конец октября — Иван III посылает в низовья Волги отряд во главе с Василием Ивановичем Ноздроватым Звенигородским и служилым царевичем Нур-Девлетом Городецким, чтобы ударить в тыл хану, по его столице Новый Сарай[9].
  - Октябрь — начало ноября — ордынцы разорили волости 12 городов Верховских княжеств[10].
    - Белёв захвачен ордынцами[18].

  - Начало ноября — наступившие жестокие морозы заставляют ордынцев начать отступление[9].
  - 11 ноября — хан Ахмат даёт указание войскам поворачивать в свою ставку[9].
  - Ноябрь — когда замёрзли реки, Иван III ещё боявшийся возвращения татар, приказывает своему сыну Ивану Ивановичу со всеми силами отойти к нему в Кременец, а затем ещё дальше к Боровску[9].
  - Конец декабря (по другим данным 28 ноября) — Иван III с войском возвратился в Москву с победой[9][10].
- Разорение ордынцами (вероятно мстя за неоказание помощи) городов своего союзника польского короля Казимира IV Ягеллончика: Мценска, Одоева, Белёва, Перемышля, Старого и Нового Воротынска, Старого и Нового Залидова, Опакова, Серенска, Мещовска и Козельска[16].
- 1480/81—1491 — Можайское княжество входит в удел угличского князя Андрея Васильевича Большого (Горяя)[19].
- Пожалованы боярством: Оболенский Василий Михайлович (ум. 1481), Юрьев Яков Захарьевич (ум. 1511), Оболенский Пётр Михайлович (ум. 1484), Плещеев Андрей Михайлович (ум. 1491). Морозов Василий Борисович Тучко (ум. 1481), Бороздин Фёдор Григорьевич (ум. 1494)[20].
- На службу великому князю из Венецианской земли выехал Стеня, в крещении Фёдор, родоначальник дворянских родов: Грязново, Ошанины и Карауловы[21].

## Начало правления
См. также: Список глав государств в 1480 году

## Родились
См. также: Категория:Родившиеся в 1480 году
- 18 апреля — Лукреция Борджиа, герцогиня Феррары.
- Около 1480 — Ришафор Жан, франко-фламандский композитор.[22]

## Скончались
См. также: Категория:Умершие в 1480 году
- Отрантские мученики.
- Ахмат.